# Chris Columbus
Chris Joseph Columbus (Spangler, 10 settembre 1958) è un regista, sceneggiatore e produttore cinematografico statunitense.
È noto principalmente per aver diretto i primi due film della serie di Mamma, ho perso l'aereo, i primi due della saga di Harry Potter, la commedia Mrs. Doubtfire - Mammo per sempre, con protagonista Robin Williams, e il primo capitolo della saga di Percy Jackson e gli dei dell'Olimpo.

## Biografia
Chris Columbus è nato a Spangler, in Pennsylvania,  nel 1958, ma è cresciuto a Champion (in Ohio), figlio unico di Alex Michael Columbus, un lavoratore di impianti in alluminio e minatore di carbone di origini italiane, e di Mary Irene Puskar, un'operaia di origini ceche. Appassionato di fumetti, sognava una carriera come disegnatore per la Marvel Comics, ma dopo aver visto il film Il padrino (1972) di Francis Ford Coppola decide di tentare la strada della regia cinematografica. Già durante le scuole superiori inizia a girare film in 8 millimetri disegnandosi da solo gli storyboard.

### L'inizio della carriera
Vende la sua prima sceneggiatura ("Jocks", mai prodotto) quando è ancora uno studente del Directors Program alla Tisch School of Arts dell'Università di New York. La sua prima sceneggiatura inizia a prendere vita sullo schermo è Gremlins (1984), diretto da Joe Dante. Il film ha una buona riuscita e segna l'inizio della collaborazione con Steven Spielberg (che di Gremlins era il produttore), proseguita l'anno seguente come co-sceneggiatore di I Goonies (1985), diretto da Richard Donner e Piramide di paura (1985), di Barry Levinson. Nel 1987 gli viene data la possibilità di dirigere il suo primo film, Tutto quella notte.

### Il successo
Nei primi anni '90 realizza film come Mamma, ho perso l'aereo (1990) e Mrs. Doubtfire - Mammo per sempre (1993), che riscuotono gran successo di pubblico in tutto il mondo. Nel 1995 Columbus, insieme a Michael Barnathan, fonda la propria casa di produzione, chiamandola 1492 Pictures, una sorta di giocosa consonanza in onore del celebre esploratore italiano che portava il suo stesso cognome, Cristoforo Colombo, noto per aver intrapreso nell'anno citato nel nome (1492) il viaggio che portò all'inizio della colonizzazione europea delle Americhe.
Dopo aver firmato i non troppo fortunati Nine Months - Imprevisti d'amore (1995), L'uomo bicentenario (1999) e Nemiche amiche (1999), nel 2001 torna alla ribalta con il primo film della saga di Harry Potter, Harry Potter e la pietra filosofale, tratto dal romanzo omonimo, primo capitolo della saga ideata J. K. Rowling; la pellicola balza in testa al box office fin dai primi giorni di uscita. L'anno dopo, il 2002, realizza Harry Potter e la camera dei segreti, secondo film della serie dedicata al celebre giovane mago (nella quale i film successivi saranno diretti il terzo da Alfonso Cuarón, il quarto da Mike Newell e gli ultimi quattro da David Yates). Nel dicembre 2016 dirige per Esselunga lo spot di Natale legato al concorso omonimo.

## Vita privata
Columbus è sposato con la coreografa Monica Devereux (apparsa anche in alcuni dei suoi film), da cui ha avuto quattro figli: Eleanor (1989), Brendan (1992), Violet (1994) e Isabella (1996). Questi ultimi, insieme a molti altri membri della famiglia Columbus (inclusi la moglie, il suocero e il cugino Robert Ayres) sono spesso apparsi in piccoli ruoli nei suoi film.

## Riferimenti culturali
In un episodio della terza stagione di The Big Bang Theory, intitolato La soluzione del pirata, Leonard annuncia a Penny che i ragazzi festeggiano il "Columbus Day" guardando i film I Goonies, Gremlins e Piramide di paura, tutti scritti da Chris Columbus.

## Filmografia

### Regista
- Tutto quella notte (Adventures in Babysitting) (1987)
- Heartbreak Hotel (1988)
- Mamma, ho perso l'aereo (Home Alone) (1990)
- Cara mamma, mi sposo (Only the Lonely) (1991)
- Mamma, ho riperso l'aereo: mi sono smarrito a New York (Home Alone 2: Lost in New York) (1992)
- Mrs. Doubtfire - Mammo per sempre (Mrs. Doubtfire) (1993)
- Nine Months - Imprevisti d'amore (Nine Months) (1995)
- Nemiche amiche (Stepmom) (1998)
- L'uomo bicentenario (Bicentennial Man) (1999)
- Harry Potter e la pietra filosofale (Harry Potter and the Philosopher's Stone) (2001)
- Harry Potter e la camera dei segreti (Harry Potter and the Chamber of Secrets) (2002)
- Rent (2005)
- Una notte con Beth Cooper (I Love You, Beth Cooper) (2009)
- Percy Jackson e gli dei dell'Olimpo - Il ladro di fulmini (Percy Jackson & the Olympians: The Lightning Thief) (2010)
- Pixels (2015)
- Qualcuno salvi il Natale 2 (The Christmas Chronicles 2) (2020)
- Il club dei delitti del giovedì (The Thursday Murder Club) (2025)

### Sceneggiatore
- Amare con rabbia (Reckless), regia di James Foley (1984)
- Gremlins, regia di Joe Dante (1984)
- I Goonies (The Goonies), regia di Richard Donner (1985)
- Piramide di paura (Young Sherlock Holmes), regia di Barry Levinson (1985)
- Heartbreak Hotel, regia di Chris Columbus (1988)
- Piccolo Nemo - Avventure nel mondo dei sogni (Little Nemo: Adventures in Slumberland), regia di Masami Hata, William Hurtz (1989)
- Cara mamma, mi sposo (Only the Lonely), regia di Chris Columbus (1991)
- Nine Months - Imprevisti d'amore (Nine Months), regia di Chris Columbus (1995)
- Fuga dal Natale (Christmas with the Kranks), regia di Joe Roth (2004)
- Qualcuno salvi il Natale 2 (The Christmas Chronicles 2), regia di Chris Columbus (2020)
- Il club dei delitti del giovedì (The Thursday Murder Club) (2025)

#### Soggetto
- Gremlins, regia di Joe Dante (1984)
- Gremlins 2 - La nuova stirpe (Gremlins 2: The New Batch), regia di Joe Dante (1990)

### Produttore
- Nine Months - Imprevisti d'amore (Nine Months), regia di Chris Columbus (1995)
- Una promessa è una promessa (Jingle All the Way), regia di Brian Levant (1996)
- Nemiche amiche (Stepmom) (1998)
- L'uomo bicentenario (Bicentennial Man) (1999)
- Monkeybone, regia di Henry Selick (2001) - produttore esecutivo
- Harry Potter e la pietra filosofale (Harry Potter and the Philosopher's Stone) (2001) - produttore esecutivo
- Harry Potter e la camera dei segreti (Harry Potter and the Chamber of Secrets) (2002) - produttore esecutivo
- Fuga dal Natale (Christmas with the Kranks), regia di Joe Roth (2004)
- Harry Potter e il prigioniero di Azkaban (Harry Potter and the Prisoner of Azkaban), regia di Alfonso Cuarón (2004)
- Rent (2005) - produttore esecutivo
- I Fantastici 4 (Fantastic Four), regia di Tim Story (2005) - produttore esecutivo
- Una notte al museo (Night at the Museum), regia di Shawn Levy (2006)
- I Fantastici 4 e Silver Surfer (Fantastic Four: Rise of the Silver Surfer), regia di Tim Story (2007) - produttore esecutivo
- Una notte al museo 2 - La fuga (Night at the Museum: Battle of the Smithsonian), regia di Shawn Levy (2009)
- Una notte con Beth Cooper (I Love You, Beth Cooper), regia di Chris Columbus (2009)
- The Help, regia di Tate Taylor (2011)
- Percy Jackson e gli dei dell'Olimpo - Il mare dei mostri (Percy Jackson: Sea of Monsters), regia di Thor Freudenthal (2013) - produttore esecutivo
- Little Accidents, regia di Sarah Colangelo (2014) - produttore esecutivo
- Notte al museo - Il segreto del faraone (Night at the Museum: Secret of the Tomb), regia di Shawn Levy (2014)
- The Witch, regia di Robert Eggers (2015) - produttore esecutivo
- Pixels (2015)
- Mediterranea, regia di Jonas Carpignano (2015)
- Un amore di collega (It Had to Be You), regia di Sasha Gordon (2015) - produttore esecutivo
- Tallulah, regia di Sian Heder (2016)
- The Young Messiah, regia di Cyrus Nowrasteh (2016)
- Patti Cake$, regia di Geremy Jasper (2017)
- Menashe, regia di Joshua Z Weinstein (2017) - produttore esecutivo
- I Kill Giants, regia di Anders Walter (2017)
- Qualcuno salvi il Natale (The Christmas Chronicles), regia di Clay Kaytis (2018)
- Yes, God, Yes, regia di Karen Maine (2019) - produttore esecutivo
- The Lighthouse, regia di Robert Eggers (2019)
- Scooby! (Scoob!), regia di Tony Cervone (2020) - produttore esecutivo
- Qualcuno salvi il Natale 2 (The Christmas Chronicles 2) (2020)
- Cusp, regia di Isabelle Bethencourt e Parker Hill (2021) - produttore esecutivo
- The Exiles, regia di Violet Columbus e Ben Klein (2022) - produttore esecutivo
- Una notte al museo - La vendetta di Kahmunrah (Night at the Museum: Kahmunrah Rises Again), regia di Matt Danner e Justin Lovell (2022) - produttore esecutivo
- Nosferatu di Robert Eggers (2024)
- Il club dei delitti del giovedì (The Thursday Murder Club) (2025)

### Attore
- Rent, regia di Chris Columbus (2005)
- Mamma, ho riperso l'aereo: mi sono smarrito a New York (Home Alone 2: lost in New York), regia di Chris Columbus (1992) - cameo
- Harry Potter 20º anniversario - Ritorno a Hogwarts (Harry Potter 20th Anniversary: Return to Hogwarts), regia di Eran Creevy, Joe Pearlman e Giorgio Testi – film TV (2022)

## Riconoscimenti

### Premio Oscar
- 2012 - Candidatura come miglior film per The Help

### Golden Globe
- 1991 - Candidatura come miglior film commedia o musicale per Mamma, ho perso l'aereo
- 1994 - Miglior film commedia o musicale per Mrs. Doubtfire - Mammo per sempre

### BAFTA
- 2002 - Candidatura come miglior film britannico per Harry Potter e la pietra filosofale
- 2005 - Candidatura come miglior film britannico per Harry Potter e il prigioniero di Azkaban
- 2012 - Candidatura come miglior film britannico per The Help

### Bafta Children Awards
- 2002 - Candidatura come miglior lungometraggio per Harry Potter e la pietra filosofale
- 2003 - Candidatura come miglior lungometraggio per Harry Potter e la camera dei segreti
- 2004 - Miglior Lungometraggio per Harry Potter e il prigioniero di Azkaban

### Saturn Award
- 1985 - Candidatura come miglior sceneggiatura per Gremlins
- 1986 - Candidatura come miglior sceneggiatura per Piramide di paura
- 2002 - Candidatura come miglior regia per Harry Potter e la pietra filosofale
- 2003 - Candidatura come miglior regia per Harry Potter e la camera dei segreti